# Kate Charlesworth
Kate Charlesworth, née en 1950 à Barnsley, est une dessinatrice et artiste britannique qui produit des bandes dessinées et des illustrations depuis les années 1970. Son travail est apparu dans des publications LGBT telles que The Pink Paper, Gay News, Strip AIDS, Dyke's Delight et AARGH , ainsi que dans des journaux grand-public tels que The Guardian, The Independent et New Internationalist. Ben Gove et Alexander Doty la désignent comme une dessinatrice « notable par et pour les lesbiennes » dans leur ouvrage paru chez Bloomsbury Publishing dans la collection A Critical Introduction consacré à l'homosexualité.
En 2015, son roman graphique Sally Heathcote : Suffragette (réalisé avec Mary et Bryan Talbot) a été inclus dans une liste publiée par The Guardian des « 10 meilleurs livres sur les révolutionnaires ».  Sensible Footwear : A Girl's Guide, autobiographie et  histoire de la culture gay et lesbienne en Grande Bretagne depuis la fin de la Seconde Guerre mondiale a été publiée en 2018. Elle a été traduite en français sous le titre A Pink Story (Casterman, 2021). 

## Prix et récompenses
- (en) Kate Charlesworth, Sensible footwear : a girl's guide, 2019 (ISBN 978-0-9935633-4-8 et 0-9935633-4-1, OCLC 1103990878)nommé pour le prix Portico 2019[6].